# Janusz Maksymowicz
Janusz Maksymowicz ps. „Janosz” (ur. 27 października 1930 w Warszawie) – polski działacz kombatancki, uczestnik powstania warszawskiego, w latach 2021–2023 prezes Zarządu Głównego Związku Kombatantów Rzeczypospolitej Polskiej i Byłych Więźniów Politycznych (ZKRPiBWP). Od 2024 wiceprezes Zarządu Głównego Związku Powstańców Warszawskich.

## Życiorys
Przyszedł na świat jako syn Józefa i Władysławy z domu Suskiej. Jego ojciec był legionistą, należał do Związku Strzeleckiego i przed wojną pracował jako laborant w Wydziale Szkolnictwa. W trakcie okupacji niemieckiej, Janusz Maksymowicz uczęszczał do szkoły powszechnej i wraz z ojcem działał w konspiracji niepodległościowej w ramach Armii Krajowej. Był kolporterem „Biuletynu Informacyjnego”, a następnie członkiem kompanii Szturmowej P-20 w ramach Zgrupowania „Sosna”. Po aresztowaniu ojca jako główny żywiciel rodziny podjął pracę w warsztacie ślusarskim, a następnie w firmie chemicznej produkującej świece i pastę do podłóg. W trakcie powstania warszawskiego walczył na Starym Mieście, a po przejściu kanałami do Śródmieścia w rejonie ulicy Kruczej. 26 sierpnia 1944 został ranny w obojczyk. Warszawę opuścił wraz z ludnością cywilną.
Po wojnie pracował między innymi w Polskim Towarzystwie Handlu Zagranicznego „Varimex” z którym związany był do przejścia na emeryturę w 1998. Po przejściu na emeryturę zaangażował się w działalność kombatancką. Był wieloletnim prezesem Koła ZKRPiBWP na warszawskim Ursynowie, a następnie wiceprezesem Mazowieckiego Zarządu Wojewódzkiego ZKRPiBWP. Od 2018 był prezesem Zarządu Wojewódzkiego oraz wiceprezesa Zarządu Głównego ZKRPiBWP. 12 grudnia 2019 jako wiceprezes ZKRPiBWP został powołany na członka Rady ds. Kombatantów i Osób Represjonowanych przy Szefie Urzędu. W grudniu 2020 po śmierci dotychczasowego prezesa ZKRPiBWP kmdr. Henryka Leopolda Kalinowskiego objął funkcję p.o. prezesa Związku Kombatantów Rzeczypospolitej Polskiej i Byłych Więźniów Politycznych, zaś w kwietniu 2021 został prezesem ZG ZKRPiBWP, będącego wówczas największą organizacją kombatancką w Polsce. Przestał pełnić tę funkcję w czerwcu 2023 r. Jest też prezesem Stowarzyszenia Żołnierzy Wojskowego Korpusu Służby Bezpieczeństwa Armii Krajowej oraz wchodzi w skład Rady do Spraw Kombatantów i Osób Represjonowanych przy szefie Urzędu do Spraw Kombatantów i Osób Represjonowanych. Od 2024 jest wiceprezesem Zarządu Głównego Związku Powstańców Warszawskich. 

## Wybrane odznaczenia
- Krzyż Kawalerski Orderu Odrodzenia Polski[2]
- Złoty Krzyż Zasługi[2]
- Krzyż Armii Krajowej[2]
- Warszawski Krzyż Powstańczy[2]
- Krzyż Partyzancki[2]
- Medal Zwycięstwa i Wolności[2]
- Medal „Pro Memoria”[2]
- Odznaka Grunwaldzka[2]